# Spole krydsvikling
spole krydsvikling er en metaltrådsviklemetode, som anvendes i radiofrekvensspoler og transformatorer i stedet for mange parallelle vindinger. Krydsviklemønsteret reducerer mængden af tråd som løber parallelt. Trådene i forskellige lag med krydsvikling krydser hinanden med stor vinkel, så tæt på 90 grader som muligt, hvilket også reducerer energitab grundet elektrisk krydskobling mellem trådene ved radiofrekvenser.

## Formål
Krydsviklingsmetoden anvendes til spoler designet til brug ved frekvenser fra 50 kHz og højere for at reducere to uønskede bieffekter, proksimitetseffekt og parasitisk kapacitans, som opstår i parallelle vindinger.

## Metoder
Krydsvikling kombineres ofte med litzetråd for frekvenser mellem 10 kHz - 1 MHz, en leder bestående at mange tynde individuelt isolerede tråde, hvilket yderligere reducerer tab.